# Slava (nave da battaglia)
La Slava (in russo Слава, ovvero Gloria?) fu una corazzata pre-dreadnought della Voenno Morskoj Flot Rossijskoj Imperii russa, quinta ed ultima unità della classe Borodino; entrata in servizio nell'ottobre del 1905, prese parte alla prima guerra mondiale inquadrata nella Flotta del Baltico, finendo infine affondata il 17 ottobre 1917 al termine della battaglia dello stretto di Muhu.

## Storia

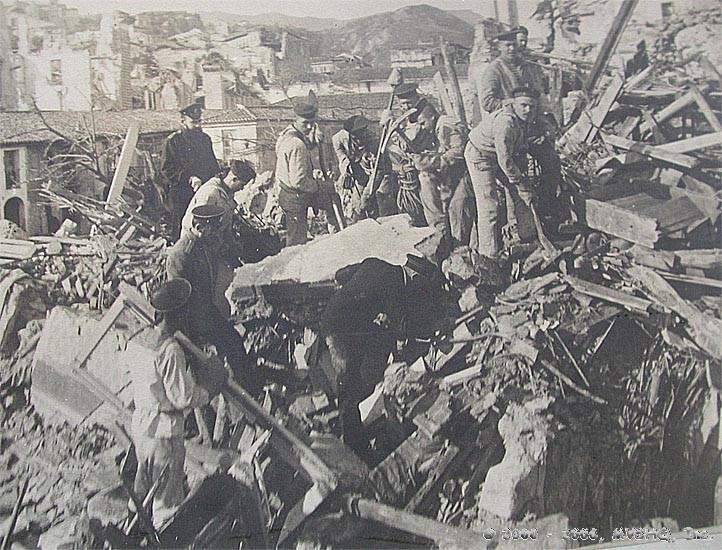
I marinai russi della corazzata Slava prestano soccorso dopo il terremoto di Messina del 1908.

Impostata nei cantieri navali Baltiysky Zavod di San Pietroburgo il 1º novembre 1902, la nave fu varata il 29 agosto 1903 con il nome di Slava ("gloria" in russo), entrando poi in servizio nell'ottobre del 1905; la nave fu completata troppo in ritardo per prendere parte alla guerra russo-giapponese, e fu quindi l'unica delle corazzate della sua classe a sopravvivere al conflitto.
Dopo aver contribuito, insieme alla corazzata Cesarevič, alla repressione di una rivolta nella fortezza di Sveaborg nel 1906 (nell'ambito della più ampia Rivoluzione russa del 1905), la nave fu destinata all'addestramento dei cadetti dell'accademia navale, prendendo parte a diverse crociere addestrative; durante una di queste, nel dicembre del 1908 prese parte alle operazioni di soccorso della popolazione civile dopo il terremoto di Messina, trasportando feriti dalla città al porto di Napoli. Nell'agosto del 1910, durante una crociera nel Mediterraneo, la nave ebbe un grave guasto alle caldaie, che la costrinse ad essere rimorchiata a Gibilterra da cui fu poi trasferita a Tolone, per lavori di riparazione che richiesero quasi un anno per essere completati; rientrata a Kronštadt, la nave fu sollevata dai suoi compiti di addestramento ed assegnata alla Flotta del Baltico.
Allo scoppio della prima guerra mondiale la nave fu destinata alla difesa del golfo di Riga, i cui accessi furono pesantemente minati dai russi; tra l'8 ed il 19 agosto 1915 la Slava fu coinvolta negli eventi della battaglia del golfo di Riga, scontrandosi con una squadra di corazzate tedesche poste a protezione di alcuni dragamine inviati ad aprire un passaggio nello stretto di Irbe: per colpire le navi tedesche che sparavano da una distanza maggiore, la nave allagò alcuni compartimenti sul lato di dritta per guadagnare un'inclinazione aggiuntiva di 3°. Durante lo scontro la nave fu colpita in rapida successione da tre proiettili da 280 mm: il primo penetrò la cintura ed esplose in un deposito di carbone, il secondo penetrò il ponte superiore ed incendiò un deposito di munizioni secondario (domato tramite l'allagamento dello stesso), mentre il terzo trapassò due ponti prima di detonare in acqua; i danni costrinsero la nave a ritirarsi dallo scontro, ma furono relativamente leggeri. Riparata, la nave tornò di nuovo in azione nel Golfo di Riga, in appoggio alle truppe russe schierate davanti alla città: la corazzata compì diversi bombardamenti delle postazioni tedesche, venendo spesso colpita dal fuoco da terra o da bombe di aereo ma senza mai riportare gravi danni.
Il 12 ottobre 1917 i tedeschi lanciarono l'operazione Albion, facendo sbarcare truppe sulle isole di Saaremaa ed Hiiumaa nel tentativo di neutralizzare le difese russe del Golfo di Riga: la Slava, insieme alla Cesarevič ed all'incrociatore Bayan, intervenne nello scontro aprendo il fuoco sulle torpediniere tedesche, ma senza riportare centri. La mattina del 17 ottobre seguente la squadra russa fu ingaggiata dalle corazzate tedesche al largo dell'isola di Muhu, in quella che divenne la battaglia dello stretto di Muhu. La Slava incassò cinque colpi di grosso calibro che provocarono uno sbandamento di 8°; questo fu riequilibrato allagando alcuni scompartimenti sul lato opposto, ma in questo modo aumentò l'immersione, rendendo impossibile alla nave di attraversare lo stretto del Moonsund, unica via di fuga rimasta ai russi. L'equipaggio fu evacuato dai cacciatorpediniere russi, che verso le 12:00 diedero il colpo di grazia al relitto della Slava con una salva di siluri; la corazzata si adagiò sul fondale poco profondo, con parte delle sovrastrutture ancora fuori dall'acqua. La nave fu ufficialmente cancellata dai registri navali russi il 29 maggio 1918, mentre il relitto fu recuperato e demolito dagli estoni nel 1935.